# Бенгалски тигър
Бенгалският (Индийски) тигър (Panthera tigris tigris) е подвид на тигъра, разпространен в по-голяма част от територията на Индия, Бангладеш, а също така и в съседните им страни (Бирма и Непал).

## Природозащитен статус
В началото на ХХ век в Индия е имало около 40 000 тигри, а в началото на 70-те години те са били по-малко от 1800. В резултат на безогледното им избиване броят им е намалял застрашително. През 1972 г. започна т.нар. операция „ТИГЪР“, която има за цел да спаси тигрите в Югоизточна Азия. Към началото на XXI век в Индия има 22 резервата за тигри. Въпреки че по този начин се защитава една четвърт от общия брой тигри в Индия, успехът е добър. Сега популацията на този подвид е най-голяма: тя съставлява от 3200 до 4700 индивида. Това обаче е официалната информация на индийските власти, които завишават броя на тигрите, за да отчетат по-добри резултати.

## Описание
Бенгалският тигър е много силен хищник и може да надвие животно което е два пъти по-голямо от него. Заедно с опашката е дълъг до 3 m (дължина на тялото 2,3 – 2,7 m) и тежи 190 – 260 кг. Женските са по-дребни с дължина на тялото от 2 до 2,3 m и с тегло от 100 до 170 кг. Той е активен денем и нощем, храни се с глигани, маймуни, биволи, елени и други. На ден може да яде по 40 кг месо.

## Хранене
Убива малки жертви след захапване зад врата, а големите с ухапване за гърлото.

## Размножаване
Размножаването става обичайно през пролетта, мъжкият прекарва от 20 до 80 дни с женската, а тя е готова да забременее от 3 до 7 дни в този период. След оплождането мъжкият се заема с ежедневното си занимание да маркира и брани територията си, като не участва в отглеждането на малките. Женската ражда след около 3 – 4 месеца бременност, малките са от 2 до 4 на брой и са сляпородени. На 8-а седмица могат да последват майка си. Стават самостоятелни на около година и половина и съзряват полово на 3 – 4 години.

## Разпространение и местообитание
Среща се в тропически гори, блатисти местности и пасища в Бангладеш, Индия, Непал и Бирма.

## Допълнителни сведения
Мъжките покриват територия от 30 до 105 km², като по площ това пространство се равнява на териториите на няколко женски. Застрашен вид, има около 4000 тигри на свобода, живеят 15 години. Бенгалският тигър е един от националните символи на Бангладеш.